# Ґауссівський шум
Ґа́уссівський шум — статистичний шум, що має густину ймовірності, рівну густині ймовірності нормального розподілу, також відомого як розподіл Ґаусса. Іншими словами, значення, яких може набувати такий шум, мають розподіл Ґаусса. Названий на честь Карла Ґаусса.
Густина ймовірності {\displaystyle p} ґауссівської випадкової величини {\displaystyle z} дорівнює
{\displaystyle p_{G}(z)={\frac {1}{\sigma {\sqrt {2\pi }}}}e^{-{\frac {(z-\mu )^{2}}{2\sigma ^{2}}}}}
де {\displaystyle z} відображає сірий рівень, {\displaystyle \mu } — середнє значення і {\displaystyle \sigma } — стандартне відхилення.
Окремим випадком є білий ґауссівський шум, тоді значення будь-якої миті часу є незалежними і однаково розподіленими випадковими величинами (а значить, разом вони не корелюють). При тестуванні та моделюванні каналів зв'язку ґауссівський шум використовується як адитивний білий шум, щоб генерувати адитивний білий ґауссівський шум.
У телекомунікаціях на канали зв'язку може впливати широкосмуговий гаусівський шум, що виходить з різних природних джерел, таких як теплові коливання атомів у провідниках (тепловий шум), дробовий шум, випромінювання чорного тіла від Землі або інших теплих об'єктів, і з таких небесних джерел як Сонце.

## Ґауссівський шум і цифрові зображення
Основні джерела ґауссівського шуму в цифрових зображеннях з'являються при отриманні сенсорного шуму, викликаного поганим освітленням і високою температурою. При обробці цифрових зображень шум ґаусса може бути знижений за допомогою фільтра, хоча при розмиванні зображення може вийти небажаний результат — туманні межі і деталі зображення, які також відповідають блокованим високим частотам. Для зниження шуму використовують такі техніки фільтрації, як зниження шуму, конволюція, медіанний фільтр.